# Pacha
A Pacha é uma das principais casas noturnas da cidade de São Paulo, capital do estado brasileiro homônimo. Está localizada no bairro da Vila Leopoldina, na zona oeste.